# Malte Friedrich von Putbus

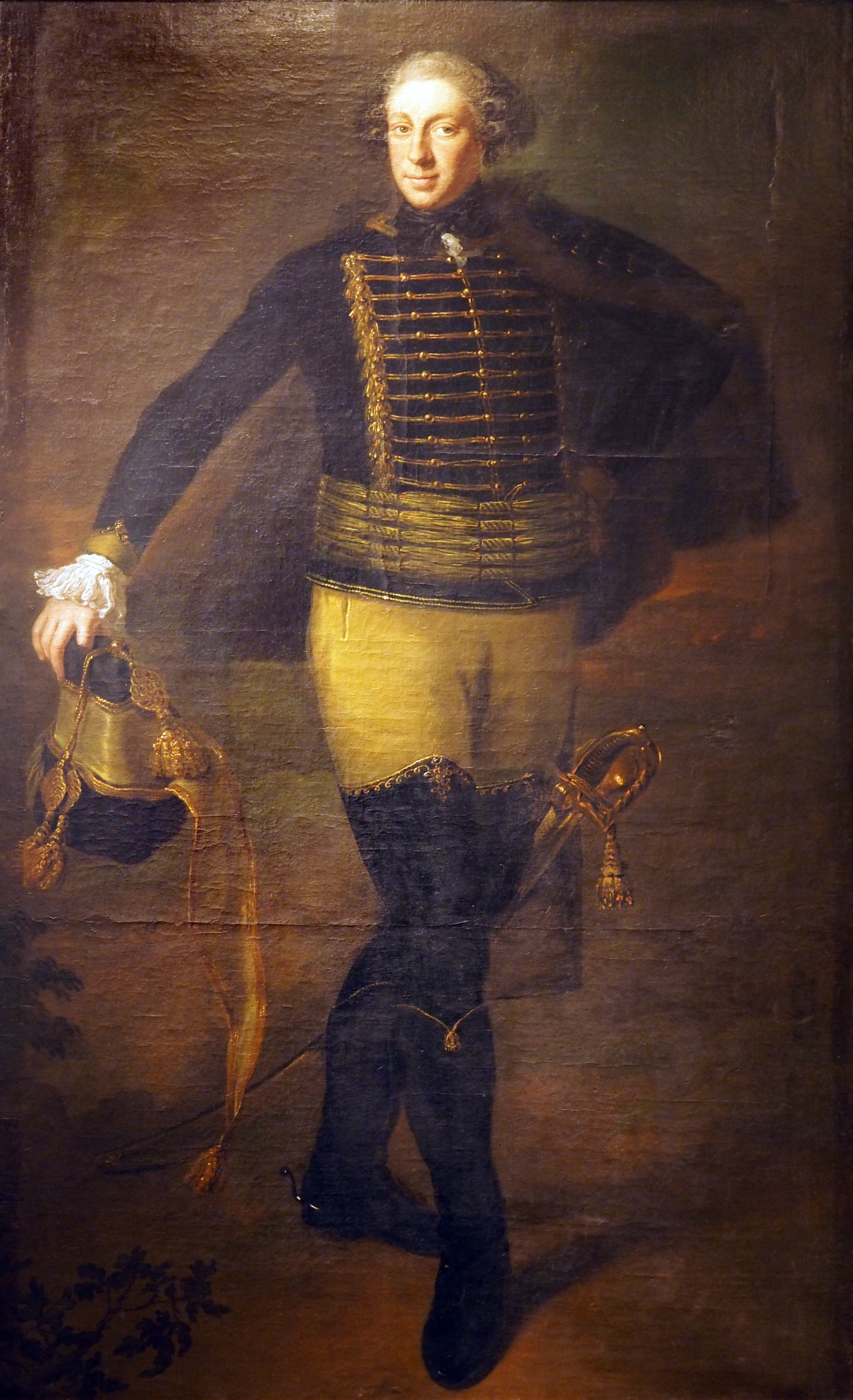
Malte Friedrich Graf zu Putbus, in der Uniform eines Obersten des königlich-schwedischen Husarenregiments (etwa 1750), von Anna Rosina de Gasc

Malte Friedrich, Graf und Herr zu Putbus (* 20. Dezember 1725 in Putbus; † 8. Februar 1787 ebenda) war Oberhaupt des rügenschen Adelsgeschlechts der Grafen zu Putbus sowie Regierungs- und Hofgerichtspräsident in Schwedisch-Pommern.

## Leben
Malte Friedrich war der älteste Sohn von Moritz Ulrich (1699–1769), Graf und Herr zu Putbus, Freiherr zu Einsidelsborg und Kjørup (Kørup), und Christina Wilhelmina, Reichsgräfin zu Lynar (1704–1752), Tochter von Friedrich Casimir zu Lynar. Zusammen mit seinem Bruder Anselm Carl (1727–1795) und in Begleitung des Hauslehrers Ehrenreich Christoph Koch studierte er bis 1743 an der Universität Greifswald. Die drei wohnten im Haus des Juristen Augustin Balthasar. In dieser Zeit wurde er im Alter von 15 Jahren zum Präsidenten der von Balthasar und anderen gegründeten Deutschen Gesellschaft zu Greifswald gewählt.
1754 übergab ihm der Vater die verschuldete Herrschaft Putbus. Unter Vermittlung des Wismarer Tribunals schloss Malte Friedrich im Dezember 1755 einen Vergleich mit den Gläubigern seines Vaters. Als „strenger Haushalter“, wie Ernst Moritz Arndt ihn bezeichnete, dessen Eltern Leibeigene des Grafen waren, bemühte er sich um die Entschuldung des Besitzes. Mit Erlaubnis des dänischen Königs verkaufte er dazu 1780 die dänischen Besitzungen in Einsidelsborg und Kjørup. In der Herrschaft Putbus stiftete er ein Fideikommiss mit Majorat.
Malte Friedrich wurde 1763 königlich schwedischer Hofmarschall. Nach dem Tod seines Vaters 1769 erhielt er das Amt des Erblandmarschalls von Schwedisch-Pommern und Rügen. 1772 wurde er Präsident des Hofgerichts in Greifswald und gehörte damit der schwedischen Regierung in Pommern an.
Im Alter von drei Jahren wurde Malte Friedrich Ritter des Johanniterordens. Außerdem war er Ritter des Nordstern-Ordens und erhielt 1778 das Kommandeurskreuz.

## Familie
Malte Friedrich heiratete am 21. August 1782 Sophia Wilhelmina Gräfin von der Schulenburg (* 21. Mai 1761) aus dem Hause Beetzendorf. Sie übernahm nach dem Tod ihres Mannes 1787 die Vormundschaft über ihre beiden Söhne:
- Wilhelm Malte (1783–1854), Fürst zu Putbus, Generalgouverneur von Schwedisch-Pommern
- Moritz Carl (1785–1858), Graf zu Putbus, königlich-preußischer Kammerherr